# Rezeption (Betreuung)

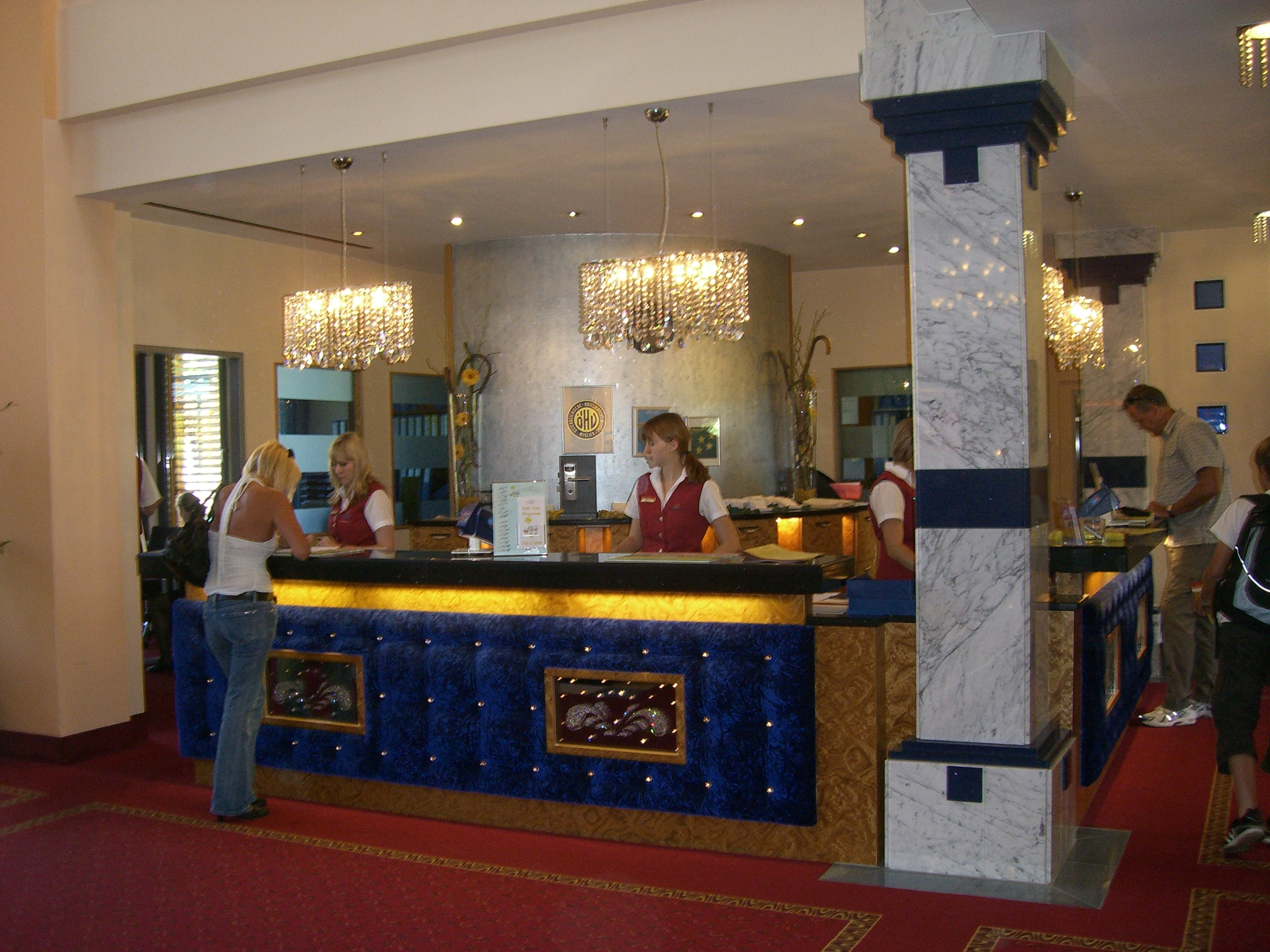
Typische Hotelrezeption

Eine Rezeption (auch Empfang), in der Schweiz auch Réception, ist ein Empfangstresen im Vorraum eines Gebäudes oder Raumes, an dem ein Mitarbeiter Personen empfängt und/oder betreut. Am häufigsten sind Rezeptionen bei Unterkünften (z. B. Hotels), bei Unternehmen, in Arztpraxen und in Bankfilialen. Angestellte, die an einem solchen Empfangstresen arbeiten, werden als Rezeptionist/Rezeptionistin bezeichnet, bei weiblichen Angestellten ist auch die Bezeichnung Empfangsdame üblich.
Im Gegensatz zur umfassenderen Gästebetreuung liegt der Fokus eines Pförtners meist bei der reinen Eingangskontrolle und der Zuweisung des Besuchers zum richtigen Ansprechpartner.

## Rezeptionen in Unterkünften
An der Rezeption kann der Gast einen ersten Eindruck des Hotels oder der Herberge gewinnen – sie ist die Schnittstelle zwischen dem Hotel und dem Gast. An der Rezeption im Beherbergungsgewerbe findet sich meistens ein Angestellter, der den Ankommenden Auskünfte erteilt, Schlüssel ausgibt oder annimmt und Anmeldungen sowie Abmeldungen bearbeitet. Hier finden üblicherweise die Empfangs- (Check-in) und die Abreiseformalitäten (Check-out) statt. Außerdem werden von hier aus der Concierge, Kofferträger oder auch Taxis gerufen und andere Serviceleistungen wie Konzertkartenbestellungen oder Weckrufe entgegengenommen. Der Arbeitsbereich sowie die Aufgaben sind vielfältig und erfordern Organisationstalent und Kommunikationsstärke.
Die Leitung einer Rezeption hat die Empfangsdame oder der Empfangsherr (auch: Rezeptionist bzw. Rezeptionist) inne. Mit der Ausbildung zum Hotelfachmann bzw. zur Hotelfachfrau erwirbt man die Qualifikation, um an einer Hotelrezeption zu arbeiten. „Rezeptionist“ ist jedoch kein eigenständiger Beruf, da es sich nicht um ein einträgliches, unabhängiges Gewerbe, sondern um einen reinen Dienstleistungsservice handelt. Ein Hotel hat in der Regel einen Empfangschef, der für die Reservierungen, Stornierungen und die Preise der jeweiligen Leistungen verantwortlich ist. Ferner befindet sich an Rezeptionen auch oft die Telefonvermittlung des Hauses. In modernen Hotels werden die Gäste teilweise an Beraterpulten empfangen. Die Rezeption ist nicht nur Schnittstelle zwischen Gast und Hotel, sondern auch zwischen allen anderen Abteilungen im Haus, wie Restaurant, Küche und Etage. Sie koordiniert die Zusammenarbeit zwischen den Abteilungen und ist zusätzlich Ansprechpartner für Lieferanten und Handwerker. In kleineren Hotels erledigt die Rezeption auch alle anfallende Gästekorrespondenz, erstellt Rechnungen, pflegt Daten (zum Beispiel in Online-Buchungssysteme) ein, erstellt Statistiken und bereitet Abrechnungen für die Buchhaltung vor.

## Rezeptionen im Gesundheitsbereich
Auch in Arztpraxen, Krankenhäusern, Kliniken und in Praxen der verschiedenen Therapeuten finden sich Rezeptionen. Meist sind es im medizinischen Bereich Fachangestellte, die Rezeptionen leiten, betreuen und überwachen. Für Rezeptionen in Schreibbüros oder Chefarztbüros in Kliniken werden gerne auch qualifizierte Sekretärinnen eingestellt. In Notaufnahmen, Dialyseabteilungen und in der Onkologie können, zusätzlich zu den medizinischen Fachangestellten, speziell für den Bereich qualifizierte Krankenschwestern und Krankenpfleger angetroffen werden. In Röntgen- und Radiologieabteilungen übernehmen die Rezeption zu ihrer Tätigkeit oft die diensthabenden MTR. Alle Angestellten nehmen an der Rezeption Arzt-, Klinik- und Patientenanrufe entgegen und leiten sie gegebenenfalls weiter. Dazu kommen noch viele weitere Aufgaben, sie empfangen und betreuen sie Patienten, deren Angehörige, Kinder und Besucher. Sie begrüßen in Praxen zudem auch Pharmareferenten, Lieferanten und Vertreter. Außerdem überwachen sie den Eingangsbereich von Praxen und Kliniken, um eventuell Besuchern, Patienten und Angehörigen zu helfen und/oder um potentiell verdächtige Besucher abzufangen und zu melden.